# Holopogon niveoscutum
Holopogon niveoscutum är en tvåvingeart som beskrevs av Hull 1967. Holopogon niveoscutum ingår i släktet Holopogon och familjen rovflugor.
Artens utbredningsområde är Lesotho. Inga underarter finns listade i Catalogue of Life.